# Saint-Geniez-ô-Merle
 Saint-Geniez-ô-Merle  là một xã thuộc tỉnh Corrèze trong vùng Nouvelle-Aquitaine miền trung Pháp.